# Polyorthini
Los poliortinos (Polyorthini) son una tribu de lepidópteros ditrisios de la familia Tortricidae.   Tiene los siguientes géneros.

## Géneros
- Apura
- Ardeutica
- Biclonuncaria
- Chlorortha
- Clonuncaria
- Cnephasitis
- Ebodina
- Epelebodina
- Histura
- Histurodes
- Isotrias
- Lopharcha
- Lophoprora
- Lypothora
- Olindia
- Polylopha
- Polyortha
- Pseudatteria
- Pseuduncifera
- Scytalognatha
- Thaumatotoptila
- Xeneboda[1]